# 內新
內新，是臺灣臺中市大里區的一個傳統地域名稱，位於該區東北部。相較於今日行政區，其範圍大致包括祥興里東北大半部、大明里東部、日新里、東昇里、東興里東南部、西榮里、內新里、國光里北部東側及東南部凸出部分的東側尖端地區、長榮里不含西南部、中新里西北大半部、立仁里西北部、立德里西北角。

## 歷史
台灣清治末期至日治初期，內新地區為一街庄，稱為「內新庄」，隸屬於藍興堡。該庄西北與頂橋仔頭庄為鄰，北與旱溪庄為鄰，東及南隔大里溪與太平庄、蕃仔藔庄、大突藔庄為界，西邊為大里杙街、涼傘樹庄。
1901年（日治明治三十四年）11月，全台廢縣廳改設二十廳，該庄隸屬於臺中廳。1903年（明治三十六年）6月，該庄編入「臺中區」，隸屬於臺中廳。1909年（明治四十二年）10月，合併二十廳為十二廳，該庄改編入「大里杙區」，仍隸屬於臺中廳。1920年（大正九年），全台地方制度大改正，廢十二廳改設五州二廳，該庄改制為「內新」大字，隸屬於臺中州大屯郡大里庄。
戰後大里庄改制為大里鄉，隸屬於臺中縣，大字亦改制為村。1950年10月，中、彰、投分治，大里鄉仍隸屬臺中縣。1993年11月因人口數達15萬升格為大里市，村亦改制為里。2010年12月，臺中縣市合併為直轄臺中市，大里鄉改制為大里區。

## 聚落
本地區發展較早的聚落有頂庄仔、下庄仔、員篙埤、內新等，在日治期初期的官方地圖上已有記載。此外，本地區尚有下內新、大智新城、西榮社區等聚落。

## 交通
省道台74線原稱「中彰快速道路」，現稱「快官霧峰線」，是彰化縣快官繞行臺中市區外圍至霧峰的快速道路，大致以北北東—南南西走向蜿蜒經過本地區東部邊界地帶。由該道路向北北東可前往太平與台中市區交界地帶、太平西北部、北屯中部、潭子、北屯西北部、西屯、南屯、烏日等地，向南南西可前往大突寮、草湖、柳樹湳並止於國道3號霧峰交流道。
省道台3線（國光路二段）俗稱「內山公路」，是臺北至屏東的幹道，大致以北向南轉北北西—南南東走向經過本地區西部邊界外不遠處。由該道路向北轉東北東再轉北經台中市區東南側前往北屯、潭子、豐原等地，向南南東可前往大里市區、霧峰、草屯、南投等地。
區道中102線（新仁路二段～一段）是內新至太平的道路，其西側端點位於本地區中部偏西的省道台3丁線舊線（中興路二段）路口。由此向東南東蜿蜒而行，經省道台74線高架橋下後轉東北東出境，可經番子寮西北端轉北北東以前往太平市區並止於區道中102-1線路口。

## 學校
- 興大附中
- 立人高中
- 光榮國中
- 立新國中（西北端）
- 內新國小
- 益民國小